# Драгор
Драгор (болг. Драгор) — село в Болгарии. Находится в Пазарджикской области, входит в общину Пазарджик. Население составляет 1433 человека.

## Политическая ситуация
В местном кметстве Драгор, в состав которого входит Драгор, должность кмета (старосты) исполняет Георги  Христов Цонев (Политическое движение социал-демократов (ПДСД)) по результатам выборов правления кметства 2007 года.
Кмет (мэр) общины Пазарджик — Тодор Димитров Попов (независимый)  по результатам выборов 2007 года в правление общины.